# Tamerlan Bashaev
Tamerlan Tausovich Bashaev (russo:  Тамерлан Таусович Башаев; IPA: [təmʲɪrˈɫan bɐˈʂa(ɪ̯)ɪf]; 22 de abril de 1996) é um judoca russo, medalhista olímpico.

## Carreira
Bashaev esteve nos Jogos Olímpicos de Verão de 2020 em Tóquio, onde participou do confronto de peso pesado, conquistando a medalha de bronze como representante do Comitê Olímpico Russo ao derrotar o ucraniano Iakiv Khammo.